# Чимитеро (Латина)
Чимитеро је насеље у Италији у округу Латина, региону Лацио.
Према процени из 2011. у насељу је живело 121 становника. Насеље се налази на надморској висини од 116 м.